# Luc Desnoyers
Pour les articles homonymes, voir Desnoyers.
Luc Desnoyers (né le 2 octobre 1950) est un dirigeant syndical, négociateur et un homme politique fédéral du Québec.

## Biographie
Né à Saint-Jérôme dans la région des Laurentides, il a été de 2008 à 2011 député à la Chambre des communes du Canada, représentant la circonscription québécoise de Rivière-des-Mille-Îles sous la bannière du Bloc québécois.